# Cidades das Filipinas
Uma cidade (em filipino:  lungsod/siyudad) é uma das unidades do governo local nas Filipinas. Todas as cidades das Filipinas são cidades licenciadas (em filipino:  nakakartang lungsod ), cuja existência como entidades societárias e administrativas é regida por estatutos municipais próprios, além do Código da Administração Local de 1991, que especifica a sua estrutura administrativa e competências. Em 7 de setembro de 2019, havia 146 cidades.
Uma cidade tem direito a pelo menos um representante na Câmara dos Representantes se sua população chegar a 250.000. As cidades podem usar um selo comum. Como entidades corporativas, as cidades têm o poder de tomar, comprar, receber, manter, arrendar, transmitir e dispor de bens imóveis e pessoais para os seus interesses gerais, condenar a propriedade privada para uso público (domínio eminente), contratar e ser contratada, processar e exercer todos os poderes que lhe são conferidos pelo Congresso. Somente uma lei do Congresso pode criar ou alterar uma carta de cidade, e com esta carta de cidade o Congresso confere a uma cidade certos poderes que municípios regulares ou mesmo outras cidades podem não ter.
Apesar das diferenças de poderes conferidos a cada cidade, todas as cidades, independentemente do estatuto, recebem uma parcela maior da Distribuição da Receita Federal (IRA) em comparação com os municípios regulares, além de serem geralmente mais autônomos do que os municípios regulares.

## Governo
O governo local de uma cidade é chefiado por um prefeito eleito pelo voto popular. O vice-prefeito atua como presidente do Sangguniang Panlungsod (conselho municipal), que atua como órgão legislativo da cidade. Ao receber suas cartas, as cidades também recebem um complemento completo de departamentos executivos para melhor servir seus constituintes. Alguns departamentos são estabelecidos caso a caso, dependendo das necessidades da cidade.

### Escritórios e funcionários comuns a todas as cidades
| Escritório                                                   | Cabeça                                          | Obrigatório/Opcional |
| ------------------------------------------------------------ | ----------------------------------------------- | -------------------- |
| Governo da cidade                                            | prefeito                                        | Obrigatoriedade      |
| Sangguniang Panlungsod                                       | Vice-prefeito como presidente                   | Obrigatoriedade      |
| Gabinete do Secretário do Sanggunian                         | Secretário do Sanggunian                        | Obrigatoriedade      |
| Tesouraria                                                   | Tesoureiro                                      | Obrigatoriedade      |
| Gabinete do Assessor                                         | Assessor                                        | Obrigatoriedade      |
| Serviços de contabilidade e auditoria interna                | Contador                                        | Obrigatoriedade      |
| Escritório de Orçamento                                      | Oficial de Orçamento                            | Obrigatoriedade      |
| Escritório de Planeamento e Desenvolvimento                  | Coordenador de Planeamento e Desenvolvimento    | Obrigatoriedade      |
| Escritório de engenharia                                     | Engenheiro                                      | Obrigatoriedade      |
| Posto de Saúde                                               | Autoridade de saúde                             | Obrigatoriedade      |
| Cartório de Registro Civil                                   | Escrivão civil                                  | Obrigatoriedade      |
| Escritório do Administrador                                  | Administrador                                   | Obrigatoriedade      |
| Escritório de Serviços Jurídicos                             | Diretor Jurídico                                | Obrigatoriedade      |
| Escritório de Serviços de Bem-Estar e Desenvolvimento Social | Diretor de Bem-Estar Social e Desenvolvimento   | Obrigatoriedade      |
| Escritório de Serviços Gerais                                | Oficial de Serviços Gerais                      | Obrigatoriedade      |
| Escritório de Serviços Veterinários                          | Veterinário                                     | Obrigatoriedade      |
| Escritório de Planeamento e Projeto Arquitetônico            | Arquiteto                                       | Opcional             |
| Escritório de Informação Pública                             | Oficial de informação                           | Opcional             |
| Escritório de Desenvolvimento Cooperativo                    | Oficial de Cooperativa                          | Opcional             |
| Escritório de Desenvolvimento Populacional                   | Oficial de População                            | Opcional             |
| Escritório de Meio Ambiente e Recursos Naturais              | Escritório de Meio Ambiente e Recursos Naturais | Opcional             |
| Escritório de Serviços Agrícolas                             | Agricultor                                      | Opcional             |

Fonte: Código do Governo Local de 1991.

## Subdivisões
As cidades, assim como os municípios, são compostas por barangays (Brgy), que podem variar de bairros urbanos (como Barangay 9, Santa Angela em Laoag) a comunidades rurais (como Barangay Iwahig em Puerto Princesa). Os Barangays às vezes são agrupados em distritos administrativos (geográficos) oficialmente definidos. Exemplos disso são as cidades de Manila ( 16 distritos ), Davao ( 11 distritos ), Iloilo ( sete distritos ) e Samal (três distritos: Babak, Kaputian e Peñaplata). Algumas cidades como Caloocan, Manila e Pasay têm até um nível intermediário entre os níveis distrital e barangay, chamado de zona. No entanto, distritos e zonas geográficas não são unidades políticas; não há funcionários eleitos do governo municipal nesses níveis administrativos específicos da cidade. Em vez disso, eles servem apenas para tornar o planejamento da cidade, a coleta de estatísticas e outras tarefas administrativas mais fáceis e convenientes.

## Classificação

### Classificação de rendimentos
As cidades são classificadas de acordo com a renda média anual da cidade com base nos quatro anos civis anteriores. A partir de 28 de julho de 2008, os limites para as classes de renda das cidades são:
| Aula     | Renda média anual (₱ milhões) |
| -------- | ----------------------------- |
| Primeiro | Pelo menos 500                |
| Segundo  | 320+, mas<500                 |
| Terceiro | 240+, mas<320                 |
| Quarto   | 160+, mas<240                 |
| Quinto   | 80+, mas<160                  |
| Sexto    | <80                           |

### Classificação legal
O Código do Governo Local de 1991 (Lei da República No. 7160) classifica todas as cidades em uma das três categorias legais:
- Cidades altamente urbanizadas (HUC): cidades com uma população mínima de duzentos mil (200.000) habitantes, conforme certificado pela Autoridade de Estatística das Filipinas, e com a última renda anual de pelo menos cinquenta milhões de pesos ( ₱ 50.000.000 ou US $ 1.000.000) com base em Preços constantes de 1991, certificados pelo tesoureiro da cidade.

Existem atualmente 33 cidades altamente urbanizadas nas Filipinas, 16 das quais estão localizadas na região metropolitana de Manila.
- Cidades de componentes independentes (ICC): cidades desse tipo têm estatutos que proíbem explicitamente os seus residentes de votar em funcionários provinciais. Todos os cinco são considerados independentes da província em que estão geograficamente localizados: Cotabato, Dagupan, Naga (Camarines Sur), Ormoc e Santiago.
- Cidades componentes (CC): As cidades que não atendem aos requisitos anteriores são consideradas parte da província em que estão geograficamente localizadas. Se uma cidade componente estiver localizada ao longo dos limites de duas ou mais províncias, será considerada parte da província da qual costumava ser um município.

Todas as cidades restantes, exceto cinco, são consideradas cidades componentes.

### Cidades independentes
Existem 38 cidades independentes nas Filipinas, todas classificadas como cidades "Altamente urbanizadas " ou " Componentes independentes ". Do ponto de vista jurídico, administrativo e fiscal, uma vez que uma cidade é classificada como tal:
- sua legislação Sangguniang Panlungsod não está mais sujeita a revisão por qualquer Sangguniang Panlalawigan da província;
- deixa de compartilhar a sua receita tributária com qualquer província; e
- o Presidente das Filipinas exerce autoridade de supervisão direta sobre o governo da cidade (visto que o governo provincial não exerce mais supervisão sobre os funcionários da cidade), conforme estabelecido na Seção 29 do Código do Governo Local.[1]

Atualmente, existem apenas quatro cidades independentes que ainda podem participar na eleição de funcionários provinciais (governador, vice-governador , membros de Sangguniang Panlalawigan):
- Cidades declaradas como altamente urbanizadas entre 1987 e 1992, cujos estatutos (conforme emendados) permitem explicitamente que os residentes votem e concorram a cargos eletivos no governo provincial e, portanto, permitidos pela Seção 452-c do Código do Governo Local[1] para manter estes direitos: Lucena ( Quezon ), Mandaue ( Cebu );
- Cidades componentes independentes cujos estatutos (conforme emendados) apenas permitem explicitamente que os residentes concorram a cargos provinciais: Dagupan ( Pangasinan ) e Naga ( Camarines Sur )

Os eleitores registados nas cidades de Cotabato, Ormoc, Santiago, bem como em todas as outras cidades altamente urbanizadas, incluindo aquelas a serem convertidas ou criadas no futuro, não são elegíveis para participar das eleições provinciais.
Além da elegibilidade de algumas cidades independentes para votar nas eleições provinciais, algumas outras situações tornam-se fontes de confusão em relação à autonomia completa das cidades independentes das províncias :
- Algumas cidades independentes ainda servem como sede do governo para a província em que estão geograficamente localizadas: Bacolod ( Negros Occidental ), Cagayan de Oro ( Misamis Oriental ), Cebu City ( Cebu ), Iloilo City ( Iloilo ), Lucena ( Quezon ), Puerto Princesa ( Palawan ) e Tacloban ( Leyte ). Nesses casos, o governo provincial, além de já financiar a manutenção de suas propriedades, como edifícios e escritórios do governo provincial, também pode fornecer ao governo da cidade independente um orçamento anual (determinado pela província a seu critério) para ajudar em alívio de custos incidentais incorridos pela cidade, como manutenção de estradas devido ao aumento do tráfego de veículos nas proximidades do complexo do governo provincial.
- Algumas cidades independentes ainda estão agrupadas com suas antigas províncias para fins de representação no Congresso. Embora 24 cidades independentes tenham seu (s) próprio (s) representante (s) no Congresso, algumas continuam fazendo parte da representação parlamentar da província à qual pertenciam: Butuan, por exemplo, ainda faz parte do 1º Distrito Congressional de Agusan del Norte. Em casos como este, as cidades independentes que não votam em funcionários provinciais são excluídas dos distritos de Sangguniang Panlalawigan (conselho provincial), e a distribuição dos membros do SP é ajustada de acordo pelo COMELEC com a devida consideração da população. Por exemplo, Agusan del Norte (sendo uma província de terceira classe de renda) tem o direito de eleger oito membros para sua Sangguniang Panlalawigan e pertence a dois distritos eleitorais. As cadeiras do Sangguniang Panlalawigan não estão distribuídas uniformemente (4–4) entre o primeiro e o segundo distrito congressional da província porque seu primeiro distrito congressional contém Butuan, uma cidade independente que não vota para funcionários provinciais. Em vez disso, os assentos são distribuídos de 1 a 7 para atender à pequena população do primeiro distrito de Sangguniang Panlalawigan da província (consistindo apenas em Las Nieves ) e a maior parte da população da província estando no segundo distrito. Por outro lado, a cidade de Lucena, que pode votar para funcionários provinciais, ainda faz parte do 2º distrito Sangguniang Panlalawigan da província de Quezon, que é coextensivo com o 2º distrito congressional de Quezon.
- Falta de distinção geral para cidades independentes, para fins práticos: muitas agências governamentais, bem como a sociedade filipina em geral, ainda continuam a classificar muitas cidades independentes fora da região metropolitana de Manila como parte de províncias devido a laços históricos e culturais, especialmente se essas cidades fossem uma vez ou atualmente capitais socioeconômicas e culturais das províncias a que pertenceram. Além disso, a maioria dos mapas das Filipinas que mostram as fronteiras provinciais quase nunca separam as cidades independentes das províncias nas quais estão geograficamente localizadas, por conveniência cartográfica. Apesar de serem divisões administrativas de primeiro nível (ou seja, no mesmo nível das províncias, conforme declarado na Seção 25 do LGC),[1] as cidades independentes ainda são tratadas por muitos como no mesmo nível que os municípios e cidades componentes (segundo de nível administrativo) para conveniência educacional e simplicidade.

Uma cidade componente, embora goze de relativa autonomia em alguns assuntos em comparação com um município regular, ainda é considerada parte de uma província. No entanto, existem várias fontes de confusão:
- Algumas cidades componentes formam a sua própria representação no Congresso, separada de sua província. A representação de uma cidade na Câmara dos Representantes (ou a falta dela) não é um critério para a independência de uma província, uma vez que o Congresso é o órgão legislativo nacional e faz parte do governo nacional (central). Apesar de Antipolo, Biñan e San Jose del Monte terem seus próprios representantes no Congresso, elas ainda são cidades componentes de Rizal, Laguna e Bulacan, respectivamente, já que seus respectivos estatutos as converteram especificamente em cidades componentes e não têm nenhuma disposição que estabeleça uma ruptura nas relações com seus respectivos governos provinciais.
- Sendo parte de uma região administrativa diferente da província: a cidade de Isabela funciona como uma cidade componente de Basilan : suas receitas fiscais são compartilhadas com o governo provincial, seus residentes podem votar e concorrer a cargos provinciais e é servida pelo governo provincial e o Sangguniang Panlalawigan de Basilan no que diz respeito aos serviços delegados nas províncias. No entanto, ao optar por não ingressar na Região Autônoma de Bangsamoro em Mindanao Muçulmano (BARMM), os residentes da cidade de Isabela não podem votar e concorrer a escritórios regionais do Parlamento de Bangsamoro, ao contrário do resto de Basilan. Os serviços regionais prestados à cidade de Isabela vêm de escritórios na Região IX baseados em Pagadian ; o resto de Basilan é atendido pela BARMM com sede na cidade de Cotabato. A cidade de Isabela, embora não seja independente de sua província, está fora da jurisdição da BARMM, a região à qual o resto de Basilan pertence. As regiões não são as principais divisões administrativas subnacionais das Filipinas, mas sim as províncias.

## Criação de cidades
O Congresso é a única entidade legislativa que pode incorporar cidades. Conselhos provinciais e municipais podem aprovar resoluções indicando o desejo de que uma determinada área (geralmente um município já existente ou um agrupamento de barangays) seja declarada uma cidade depois que os requisitos para se tornar uma cidade forem atendidos. De acordo com a Lei da República No. 9009, esses requisitos incluem:
- receita gerada localmente de pelo menos ₱ 100 milhões (com base em preços constantes no ano de 2000) nos últimos dois anos consecutivos, conforme certificado pelo Departamento de Finanças, E
- uma população de pelo menos 150.000 habitantes, conforme certificado pela Philippine Statistics Authority (PSA); OU um território contíguo de 100 quilômetros quadrados, conforme certificado pelo Land Management Bureau, não sendo a contiguidade um requisito para áreas que estão em duas ou mais ilhas.

Os membros do Congresso (geralmente o representante envolvente do distrito congressional ao qual a cidade proposta pertence) então redigem a legislação que converterá ou criará a cidade. Depois que o projeto de lei passa pela Câmara dos Representantes e pelo Senado e se torna uma lei do Congresso, o presidente sanciona a lei. Se a lei não for assinada após 30 dias, ainda se tornará lei, apesar da ausência da assinatura do presidente.
A criação de cidades antes de 1983 ficou exclusivamente ao critério da legislatura nacional; não havia requisitos para alcançar o status de 'cidade' além de uma carta de cidade aprovada. Nenhum requisito de renda, população ou área de terra teve que ser atendido para incorporar cidades antes que o Batas Pambansa Bilang 337 ( Código do Governo Local de 1983 ) se tornasse lei. Isto é o que tornou possível para várias cidades atuais, como Tangub ou Canlaon ser conferido esse estatuto apesar de sua pequena população e da renda gerada localmente, que não cumprem as normas atuais. O padrão de renda relativamente baixo entre 1992 e 2001 (que era de ₱ 20 milhões) também permitiu que vários municípios, como Sipalay e Muñoz, se tornassem cidades, apesar de não serem capazes de atender ao atual padrão de renda local de ₱.
Antes de 1987, muitas cidades foram criadas sem quaisquer plebiscitos conduzidos para os residentes ratificarem a carta da cidade, mais notáveis das quais foram as cidades que foram incorporadas durante o início do período colonial americano (Manila e Baguio) e durante a Era da Comunidade (1935-1946) como Cavite City, Dansalan (agora Marawi), Iloilo City, Bacolod, San Pablo e Zamboanga City. Somente a partir de 1987 foi determinado pela Constituição que qualquer mudança no status legal de qualquer unidade do governo local requer a ratificação pelos residentes que seriam afetados por tais mudanças. Portanto, todas as cidades criadas depois de 1987 - após atender aos requisitos de cidadania estabelecidos no Código do Governo Local de 1991 e na Lei da República no. 9009 de 2001 - só adquiriram seu status corporativo depois que a maioria dos residentes votantes aprovou seus respectivos estatutos.

### Motivações para elevação a cidade
Embora algumas cidades tenham recebido alvarás por causa de suas localizações vantajosas (Baguio, Tagaytay) ou estratégicas ( Angeles e Olongapo, Cotabato, Zamboanga) ou para estabelecer novos centros governamentais em áreas de outra forma escassamente povoadas (Palayan, Trece Martires, Quezon City, a maioria das cidades filipinas foi originalmente incorporada para fornecer uma forma de governo civil localizado a uma área que é principalmente urbana, que, devido à sua natureza compacta e demografia e economia local diferentes, não pode necessariamente ser tratada de forma mais eficiente por provinciais de orientação mais rural e governos municipais. No entanto, nem todas as cidades são puramente áreas de densas aglomerações urbanas. Até o momento, ainda existem cidades com grandes extensões de áreas rurais ou selvagens e consideráveis populações não urbanas, como Calbayog, Davao, Puerto Princesa e Zamboanga, pois foram deliberadamente incorporadas com necessidades futuras de recursos crescentes e expansão urbana, bem como considerações estratégicas, em mente.
Com a promulgação do Código do Governo Local de 1991, os municípios e as cidades ficaram mais capacitados para lidar com as questões locais. Municípios regulares agora compartilham muitos dos mesmos poderes e responsabilidades das cidades licenciadas, mas seus cidadãos e / ou líderes podem sentir que pode ser do seu interesse obter uma parcela maior da distribuição de receita interna (IRA) e adquirir poderes adicionais ao se tornar uma cidade, especialmente se a população aumentou muito e a economia local se tornou mais robusta. Por outro lado, devido aos maiores impostos sobre a propriedade que seriam cobrados após a conquista da cidade, muitos cidadãos passaram a desconfiar da conversão de sua vila em cidade, mesmo que o município já tenha alcançado um alto grau de urbanização e tenha uma renda anual que já excede o de muitas cidades de baixa renda existentes. Este foi um dos casos apresentados contra as licitações de muitos municípios de alta renda e populosos ao redor da região metropolitana de Manila, principalmente Bacoor e Dasmariñas (que finalmente se tornaram cidades em junho de 2012 e novembro de 2009, respectivamente), que por muitos anos foram mais qualificados para se tornarem cidades do que outras.
Em resposta ao rápido aumento no número de municípios sendo convertidos em cidades desde a promulgação do Código do Governo Local em 1991, o senador Aquilino Pimentel foi o autor do que se tornou a Lei da República nº. municípios que desejassem se tornar cidades deveriam ser medidos. A exigência de renda aumentou drasticamente de ₱ 20 milhões para ₱ 100 milhões em uma tentativa de conter a onda de conversões em cidades de municípios que foram percebidos como não urbanizados ou economicamente desenvolvidos o suficiente para serem capazes de funcionar adequadamente como uma cidade.
Apesar da aprovação do RA 9009, 16 municípios que não atendiam à receita gerada localmente exigida foram convertidos em cidades em 2007, buscando isenção da exigência de renda. Isso levou a uma oposição vocal da Liga das Cidades das Filipinas contra a prefeitura desses municípios, com a Liga argumentando que, ao permitir que esses municípios se tornem cidades, o Congresso abrirá "um precedente perigoso" que não impedirá que outros busquem o mesmo " tratamento especial". Mais importante ainda, o LCP argumentou que com o recente aumento na conversão de cidades que não atendiam aos requisitos definidos pelo RA 9009 para se tornarem cidades, a alocação recebida pelas cidades existentes diminuiria drasticamente porque mais cidades teriam que compartilhar o valor alocado pelo governo nacional, que equivale a 23% do IRA, que por sua vez é 40% de todas as receitas arrecadadas pelo Bureau of Internal Revenue. As batalhas judiciais resultantes resultaram na anulação dos foral dos 16 municípios pelo Supremo Tribunal Federal em agosto de 2010. (Veja # "League of 16" e batalhas legais )

## Mudando o status da cidade
Ao longo dos anos, ocorreram mudanças no estatuto da cidade no que diz respeito à elegibilidade para as eleições provinciais, como resultado da aprovação de leis, tanto de eficácia geral como específicas de uma cidade.

### Antes de 1979
Antes de 1979, todas as cidades eram consideradas apenas cidades licenciadas, sem nenhuma categoria oficial as diferenciando além dos níveis de renda. Embora as cidades licenciadas fossem consideradas autônomas em relação às províncias das quais foram criadas, a elegibilidade de seus residentes para votar em funcionários provinciais foi determinada por seus respectivos estatutos.
Quanto à participação nos assuntos provinciais, havia três tipos de cartas de cidade:
1. aqueles que permitiram explicitamente que seus respectivos residentes elegessem funcionários provinciais,
2. aqueles que proibiram explicitamente a participação nas eleições provinciais,
3. e os que se calam quanto à participação dos eleitores nas eleições provinciais.

A decisão de 1951 da Suprema Corte sobre Teves, et al. v. A Comissão Eleitoral finalmente resolveu a ambigüidade em torno da terceira categoria de cidades, ao confirmar que os residentes de cidades com tais cartas (como Dumaguete e Davao City ) não são elegíveis para participar nas eleições provinciais.
Alterar o direito dos residentes da cidade de participar das eleições provinciais era um poder determinado exclusivamente pela legislatura nacional. Antes de 1979, esse poder era exercido em sete casos, afetando um total de seis cidades:
- Cinco Atos da Assembleia Nacional ou Congresso em que os residentes de uma cidade existente foram restaurados o direito de voto para funcionários da província mãe:
  - 22 de agosto de 1940: A Seção 7 da carta revista da cidade de Iloilo ( Lei da Commonwealth nº 158 ) foi emendada em 1940 pela Lei da Comunidade nº 604 para declarar explicitamente: "Os eleitores da referida cidade de Iloilo devem participar no eleição dos oficiais provinciais de Iloilo, mas estes últimos não terão jurisdição sobre a cidade de Iloilo e seus oficiais. "[7]
  - 10 de junho de 1950: A carta original da cidade de Dagupan ( Lei da República No. 170 ) foi originalmente omissa sobre a questão da elegibilidade dos residentes da cidade para participar das eleições provinciais,[8] portanto, implicando que os residentes não eram elegíveis para participar das eleições provinciais. Três anos depois, a Lei da República No. 448 alterou a carta para autorizar explicitamente os eleitores da cidade a participarem da eleição do governador e dos membros do conselho provincial de Pangasinan.[9]
  - 14 de junho de 1956: A cidade de Cabanatuan foi originalmente explicitamente excluída de eleger e ser eleita para cargos no governo provincial de Nueva Ecija[10] até que a carta constitutiva original da cidade ( Lei da República nº 526 ) fosse alterada pela Lei da República nº 1445 em 1956, o que permitiu aos residentes da cidade votarem mais uma vez em funcionários provinciais.[11]
  - 16 de junho de 1956: O documento original da cidade de Dansalan ( Lei da Comunidade no. 592 ) foi originalmente omisso sobre a questão da elegibilidade dos residentes da cidade para participar das eleições provinciais,[12] portanto, implicando que os residentes não eram elegíveis para participar das eleições provinciais. Dezesseis anos depois, a Lei da República No. 1552, além de renomear a cidade para Marawi, também alterou o estatuto da cidade para autorizar explicitamente os eleitores da cidade a participarem da eleição dos funcionários da província de Lanao.[13]
  - 10 de junho de 1964: a antiga carta patente da cidade de Cebu (Lei da Commonwealth nº 58 )[14] foi revogada e substituída pela Lei da República nº 3857 em 1964. A lei permitiu que os residentes da cidade pudessem mais uma vez votar em funcionários do governo provincial de Cebu.[15]
  - 21 de junho de 1969: Após a decisão da Suprema Corte sobre Teves, et al. v. Comissão de Eleições que sustentou a independência de Dumaguete dos Negros Orientais,[6] Lei da República No. 5797 foi promulgada em 21 de junho de 1969 pelo Congresso para revisar a carta original da cidade ( Lei da República No. 327 )[16] para permitir explicitamente o residentes da cidade votem mais uma vez em funcionários provinciais.[17]
- Uma lei do Congresso em que os residentes das cidades existentes, cujos residentes foram previamente concedidos explicitamente o direito de participar nas eleições provinciais, foram privados de tal direito:
  - 19 de junho de 1959: Em virtude da Seção 2 da Lei da República nº 2259, os eleitores das cidades de Dagupan e Iloilo foram privados do direito de participar das eleições provinciais.[18]

### 1979-1983
O Batas Pambansa Bilang 51, aprovado em 22 de dezembro de 1979, introduziu duas categorias legais de cidades: cidades altamente urbanizadas (HUCs) e cidades componentes. A Resolução COMELEC No. 1421, que foi emitida para implementar as disposições do BP 51 antes das eleições locais de 30 de janeiro de 1980, declarou que um total de 20 cidades não foram autorizadas a participar na eleição de funcionários provinciais: sete dos estas eram "altamente urbanizadas", enquanto as 13 restantes eram cidades "componentes".
- Quando o Batas Pambansa Bilang 51 entrou em vigor para as eleições de 30 de janeiro de 1980, todas as cidades cujas rendas na época eram de ₱ 40 milhões ou mais eram consideradas cidades altamente urbanizadas.[19] As cidades que atendiam a esse requisito de renda na época eram: Caloocan, Cebu, Davao, Manila, Pasay e Quezon City. Independentemente de seus respectivos estatutos lhes permitirem votar em funcionários provinciais ou não, as cidades altamente urbanizadas não tinham mais permissão para votar em funcionários provinciais. Entre os mencionados, apenas os eleitores da cidade de Cebu perderam o direito de participar nas eleições provinciais desta forma; os eleitores das outras cinco cidades não participaram de nenhuma eleição provincial desde sua respectiva incorporação como cidades. Além disso, a Seção 3 da BP 51 também fez de Baguio uma cidade altamente urbanizada, independentemente de sua renda,  devido à sua importância como sede das residências de verão oficiais do Presidente e da Suprema Corte. Um caso da Suprema Corte decidido dois dias antes do dia das eleições confirmou a legalidade do BP 51 ao privar os eleitores da cidade de Cebu do poder de eleger funcionários para a província de Cebu.[20]
- De acordo com a Seção 3 do BP 51, todas as outras cidades foram consideradas "cidades componentes" das províncias nas quais estão geograficamente localizadas, ou das províncias das quais originalmente faziam parte.  Apesar de considerar todas as outras cidades como parte de suas respectivas províncias, sob a BP 51 a elegibilidade dos eleitores para participar das eleições provinciais ainda era determinada pelos respectivos estatutos de suas cidades (conforme emendada).  Os eleitores de um total de treze "cidades componentes" continuaram inelegíveis para votar em funcionários provinciais para as eleições locais de 1980.  Nove delas eram cidades com foral (conforme emendado) que proibia expressamente a participação nas eleições provinciais: Dagupan, General Santos, Iloilo, Mandaue, Naga, Ormoc, Oroquieta, San Carlos (Pangasinan) e Zamboanga.  As quatro restantes - Bais, Canlaon, Cotabato e Ozamiz - eram cidades cujos estatutos omitiam a participação nas eleições provinciais;  BP 51 manteve a decisão da Suprema Corte de 1951 sobre Teves, et al. v. Comissão de Eleições, impedindo seus residentes de participarem na eleição de funcionários provinciais.

### 1983–1987
O Batas Pambansa Bilang 337 ( Código do Governo Local de 1983 ), aprovado em 10 de fevereiro de 1983, refinou ainda mais os critérios pelos quais as cidades podem ser classificadas como cidades altamente urbanizadas. De acordo com a BP 337, uma cidade com pelo menos 150.000 habitantes e uma renda de pelo menos ₱ 30 milhões deveria ser declarada altamente urbanizada pelo Ministro do Governo Local no prazo de trinta dias após a cidade ter cumprido o requisito.  As cidades de Angeles (13 de outubro de 1986), Bacolod (27 de setembro de 1984), Butuan (7 de fevereiro de 1985), Cagayan de Oro (22 de novembro de 1983), Iligan (22 de novembro de 1983), Olongapo (7 de dezembro de 1983), e Zamboanga (22 de novembro de 1983) tornou-se HUCs dessa maneira. Os residentes na maioria dessas cidades perderam o direito de participar das eleições provinciais pela primeira vez. As duas exceções são: a cidade de Iloilo, que já havia sido privada do direito de voto para funcionários provinciais em 1959 em virtude da Seção 2 do RA 2259, e a cidade de Zamboanga, que tinha sido governada de forma autônoma desde sua criação em virtude de Seção 47 da carta constitutiva da cidade ( Lei da Commonwealth nº 39).
Em virtude da Seção 30 do Batas Pambansa Bilang 881 (Código Eleitoral Omnibus das Filipinas), aprovado em 3 de dezembro de 1985, desde que: "a menos que seus respectivos estatutos estabeleçam o contrário, o eleitorado das cidades componentes terá o direito de votar na eleição para funcionários provinciais da província da qual faz parte." Esta disposição, portanto, substitui a decisão da Suprema Corte de 1951 sobre Teves, et al. v. Comissão sobre Eleições, fornecendo aos eleitores em cidades componentes cujas cartas são omissas sobre a questão da eleição de funcionários provinciais o direito de participar novamente nas eleições provinciais. BP 881, portanto, novamente emancipou eleitores nas cidades de Bais e Canlaon ( Negros Oriental ) e Ozamiz ( Misamis Ocidental ). Apesar de o foral da cidade de Cotabato ser omisso sobre a questão da eleição de funcionários provinciais, a cidade não foi legislada para fazer parte de nenhuma das províncias sucessoras da antiga província indivisa de Cotabato. Os eleitores da cidade, portanto, ainda não eram elegíveis para votar nas eleições provinciais de Maguindanao ou Cotabato do Norte e, portanto, permaneceram independentes de qualquer província.

### 1987-1991
O período entre a ratificação da nova Constituição (fevereiro de 1987) e a vigência do Código do Governo Local de 1991 (janeiro de 1992) foi de transição. Durante este tempo, BP 51, BP 337 e BP 881 ainda estavam em vigor: as únicas classes legais de cidades durante este período ainda eram cidades "altamente urbanizadas" e "componentes".
A alteração do direito dos residentes da cidade de participar nas eleições provinciais foi mais uma vez exercido pelo recém-restaurado Congresso neste período. Um total de três cidades foram afetadas: Leis da República No. 6641 (em 1987), 6726 (em 1989) e 6843 (em 1990), mais uma vez permitiu aos residentes de Mandaue, Oroquieta e San Carlos vai votar em funcionários provinciais de Cebu, Misamis Occidental e Pangasinan, respectivamente. Uma vez que BP 51 - que considerava apenas as cidades como sendo "altamente urbanizadas" ou "componentes" - ainda estava em vigor na época, as mudanças não foram consideradas como uma mudança entre categorias jurídicas , mas sim uma simples mudança dentro do " cidade componente "classificação que não exigiu um plebiscito. Observe que a classificação legal de "cidade de componente independente" foi introduzida apenas por meio do Código de Governo Local em 1992.
Sob os mesmos critérios estabelecidos no BP 337 ( Código do Governo Local de 1983 ), um total de três cidades tornaram-se altamente urbanizadas: General Santos (5 de setembro de 1988), Lucena (1 de julho de 1991) e Mandaue (15 de fevereiro de 1991). Lucena e Mandaue foram casos especiais, pois sua reclassificação para o status de HUC ocorreu após a ratificação da Constituição (11 de fevereiro de 1987), mas antes da entrada em vigor do Código de Governo Local de 1991 (1 de janeiro de 1992), seu residentes foram autorizados a continuar a participar na eleição de funcionários provinciais de acordo com seus respectivos estatutos (conforme emendado), em virtude da Seç. 452-c do LGC. Os residentes do General Santos já estavam excluídos da votação para oficiais provinciais de Cotabato do Sul desde que alcançaram a condição de cidade em 1968; portanto, não foram afetados por esta isenção.

### 1992 – presente
O Código do Governo Local de 1991 entrou em vigor em 1º de janeiro de 1992 e permanece em vigor desde então, embora algumas alterações tenham sido feitas. Novos requisitos para a criação de cidades e a atualização das cidades para um status altamente urbanizado foram instituídos sob esta lei. O LGC de 1991 também foi a primeira vez que a categoria de cidade de componente independente (ICC) foi introduzida. Essas cidades são aquelas cidades não altamente urbanizadas cujos estatutos proibiam explicitamente os residentes da cidade de votar nas eleições provinciais. Por fim, foram tornados completamente independentes da província do ponto de vista fiscal, administrativo e jurídico.

#### Atualizando

##### Município independente para cidade altamente urbanizada
Os municípios de Metro Manila, separados das províncias de Bulacan e Rizal e transformados em unidades independentes em 1975, foram convertidos em cidades altamente urbanizadas, começando em 1994 com Mandaluyong. O mais recente, Navotas, tornou-se HUC em 2007. Somente Pateros, que atualmente não atende à necessidade populacional de 200.000 habitantes, continua sendo o único município independente na região metropolitana de Manila.

##### Cidade componente para cidade componente independente
Tudo o que é necessário é uma emenda do Congresso ao estatuto de uma cidade componente, proibindo os residentes da cidade de votar em funcionários provinciais. Até agora, nenhuma cidade foi atualizada dessa forma.

##### Cidade componente / componente independente para cidade altamente urbanizada
Desde 1992, quando uma cidade atinge uma população de 200.000 pessoas certificada pela Autoridade de Estatística das Filipinas e uma renda de ₱ 50 milhões (com base em preços constantes de 1991) conforme certificada pelo tesoureiro da cidade, o governo da cidade pode enviar um pedido ao Presidente ter sua cidade declarada altamente urbanizada em 30 dias. Mediante declaração do Presidente, será realizado plebiscito em prazo específico para homologação dessa conversão. Não há limites quanto ao número de vezes que uma cidade componente pode tentar se tornar uma cidade altamente urbanizada, caso as tentativas anteriores não tenham sucesso.
- Desde 1992, três cidades componentes foram convertidas com sucesso em HUCs:
  - Puerto Princesa (2007): A Proclamação nº 1264, assinada em 26 de março de 2007, declarou a capital Palawan como HUC.[29] A maioria dos votos expressos em um plebiscito realizado em 21 de julho de 2007 aprovou a conversão.[30]
  - Lapu-Lapu (2007): A Proclamação nº 1222, assinada em 23 de janeiro de 2007, declarou a cidade componente de Lapu-Lapu um HUC.[31] A maioria dos votos expressos em um plebiscito realizado em 21 de julho de 2007 aprovou a conversão.[30]
  - Tacloban (2008): A Proclamação nº 1637, assinada em 4 de outubro de 2008, declarou a capital de Leyte um HUC.[32] A maioria dos votos emitidos em plebiscito realizado em 18 de dezembro de 2008 aprovou a conversão.[33]
- As seguintes cidades componentes não se tornaram HUCs, por vários motivos:
  - Cabanatuan (1997): A Proclamação nº 969, assinada em 13 de fevereiro de 1997, declarou a antiga capital da província de Nueva Ecija an HUC.[34] A maioria dos votos lançados em um plebiscito realizado simultaneamente com as eleições de Barangay em 12 de maio de 1997 não aprovou a conversão.[35]
  - Cidade de Tarlac (2005): A Proclamação nº 940, assinada em 27 de outubro de 2005, declarou a capital da província de Tarlac como HUC.[36] A maioria dos votos expressos em um plebiscito realizado em 11 de fevereiro de 2006 não aprovou a conversão.
  - Antipolo (2011): A Proclamação nº 124, assinada em 14 de março de 2011, declarou a capital da província de Rizal como HUC.[37] Em 4 de abril de 2011, o prefeito da cidade de Antipolo anunciou que o plebiscito planejado para 18 de junho de 2011 seria adiado indefinidamente, suspendendo efetivamente a licitação para converter a cidade em um HUC.[38]
  - Cabanatuan (2012): Proclamação nº 418 assinada em 4 de julho de 2012, mais uma vez declarou a antiga capital da província de Nueva Ecija an HUC.[39] O plebiscito foi originalmente definido para 1 de dezembro de 2012, mas, devido aos preparativos para as próximas eleições nacionais, ARMM e locais de 2013, foi remarcado pelo COMELEC para 25 de janeiro de 2014.[40][41] Uma semana antes do plebiscito remarcado, a Suprema Corte emitiu uma medida cautelar temporária, que adiou a votação até que o caso apresentado pelo governador de Nueva Ecija, Aurelio Umali, fosse julgado.  Em 22 de abril de 2014, a Suprema Corte ordenou que o COMELEC incluísse o restante de Nueva Ecija no plebiscito, visto que a receita da província será significativamente afetada assim que Cabanatuan atingir a autonomia como HUC.  O COMELEC posteriormente remarcou o plebiscito expandido para 8 de novembro de 2014.  No entanto, em 21 de Outubro COMELEC emitido Minuto Resolução nº 14-0732, que suspendeu a votação até que o governo da cidade de Cabanatuan fornece a ₱ 101 milhões necessários para administrar o plebiscito expandida.[42]

#### Desclassificação

##### Cidade altamente urbanizada para cidade componente
Reclassificar um HUC como uma cidade componente provavelmente envolve não apenas emendar o estatuto da cidade em questão, mas também o Código do Governo Local, já que atualmente não há nenhuma disposição no LGC que permita isso, nem há precedentes. Alguns políticos da cidade de Cebu indicaram anteriormente que desejam trazer de volta a cidade sob o controle da província, a fim de trazer mais votos contra o Sugbuak, a divisão proposta da província de Cebu.

##### Cidade de componente independente para cidade de componente
É necessária uma emenda do Congresso à carta da cidade, permitindo que os residentes da cidade votem em funcionários provinciais, seguida de um plebiscito. O status de Santiago como uma cidade componente independente foi brevemente questionado após a promulgação da Lei da República No. 8528 em 14 de fevereiro de 1998, que buscava torná-la uma cidade componente regular. A Suprema Corte em 16 de setembro de 1999, entretanto, decidiu a favor do prefeito da cidade, que argumentou que tal mudança no status da cidade exigia um plebiscito como qualquer outra fusão, divisão, abolição ou alteração nos limites de qualquer unidade política. E devido à falta de um plebiscito para afirmar tal mudança, o RA 8528 era, portanto, inconstitucional.

## Liga das Cidades das Filipinas (LCP)
A Liga das Cidades das Filipinas (LCP) é uma organização sem fins lucrativos e não é uma agência governamental. Tem 143 cidades como membros e foi fundada em 1988. A organização foi formada para ajudar a coordenar esforços para melhorar a governança e a autonomia local e para lidar com questões como preservação do meio ambiente e melhoria das obras públicas.

## Lista de cidades
Desde 7 de setembro de 2019, existem 146 cidades nas Filipinas. Santo Tomas em Batangas é a cidades mais recente, depois do plebiscito ocorrido resultou na aprovação da ratificação de 7 de setembro de 2019.

### As maiores cidades
| #  | Cidade              | População (2015) | Imagem | Descrição |
| -- | ------------------- | ---------------- | ------ | --- |
| 1  | Quezon City         | 2.936.116        |        | Antiga capital do país (1948–1976). A maior cidade da região metropolitana de Manila em população e área territorial. Recebe a Câmara dos Representantes das Filipinas no Complexo Batasang Pambansa e na maior fonte de água da metrópole, o Reservatório La Mesa. |
| 2  | Manila              | 1.780.148        |        | Capital do país (1571–1948 e 1976 – presente). Historicamente centrado na cidade murada de Intramuros, na foz do rio Pasig. Anfitrião da sede do chefe do Executivo, o Palácio Malacañang. De longe a cidade mais populosa do país, assim como de todo o mundo. |
| 3  | Cidade Davao        | 1.632.588        |        | A maior cidade de Mindanao em população. Historicamente centrada perto de onde o rio Davao deságua no Golfo de Davao, a cidade também abrange extensões de vida selvagem, incluindo parte do Parque Natural Mount Apo, tornando-a a maior cidade das Filipinas em área terrestre. Centro regional da Região XI e núcleo da terceira maior área metropolitana do país, Metro Davao.   |
| 4  | Caloocan            | 1.583.978        |        | Cidade histórica onde Andrés Bonifacio e o Katipunan realizaram muitas de suas reuniões em segredo. Grande parte de seu território foi cedido para formar Quezon City, resultando na formação de duas seções não contíguas sob a jurisdição da cidade. A cidade abrange principalmente áreas residenciais, com importantes setores industriais e comerciais.                         |
| 5  | cidade de Cebu      | 922.611          |        | Popularmente apelidada de "A Cidade Rainha do Sul". Local do primeiro assentamento espanhol no país. Capital da província de Cebu e centro regional da Região VII. Cidade mais populosa de Visayas e centro da segunda maior área metropolitana do país, Metro Cebu. |
| 6  | Cidade de Zamboanga | 861.799          |        | Apelidada de "Cidade das Flores" e comercializada pelo governo municipal como "Cidade Latina da Ásia", devido à grande população de língua crioula de origem espanhola. Antiga capital da Província de Moro e da indivisa província de Zamboanga. Antigo centro regional da região administrativa da Península de Zamboanga, mas continua a ser a maior cidade do oeste de Mindanao. |
| 7  | Taguig              | 804.915          |        | Situada na costa oeste da Laguna de Bay, a cidade abrange importantes áreas industriais, comerciais e residenciais, incluindo a área disputada de Fort Bonifacio, uma antiga base militar americana que está em desenvolvimento como o novo distrito comercial do país. Fez parte da Província de Rizal até 1975, quando foi incorporada ao Metro Manila.                            |
| 8  | Antipolo            | 776.386          |        | Apelidada de "City in the Sky" por sua localização nas colinas imediatamente a leste da região metropolitana de Manila. Conhecido centro turístico e de peregrinação, com um santuário mariano e o Parque Nacional Hinulugang Taktak. É a cidade mais populosa do país e compreende mais de um quarto da população total da província de Rizal e da capital dessa província.         |
| 9  | Pasig               | 755.300          |        | Hospeda a maior parte do Centro Ortigas, um dos principais distritos de negócios da região metropolitana de Manila. Localizado onde Laguna de Bay deságua no rio Pasig. Faz parte da província de Rizal até 1975, quando foi incorporada ao Metro Manila. Anteriormente hospedou o Capitólio e outros edifícios do governo daquela província.                                        |
| 10 | Cagayan de Oro      | 675.950          |        | Apelidada de "Cidade da Amizade Dourada" e anteriormente conhecida como Cagayan de Misamis. Localizado na foz do rio Cagayan de Oro, que se tornou uma atração turística. Centro regional do Norte de Mindanao e capital da província de Misamis Oriental. |
| 1. |                     |                  |        | |

### Factos da cidade
- Por população (dados do censo de 2015):[46]
  - Menor: Palayan (41.041)
  - Maior: Quezon City (2.936.116)
- Por densidade populacional (calculada usando os números do censo de 2015):
  - Mais densamente povoada: Manila, com 41.515 pessoas por quilômetro quadrado
  - Mais escassamente povoado: Puerto Princesa, com 107 pessoas por quilômetro quadrado
- Por área de terra :
  - Menor: cidade de San Juan, com uma área de 5.94 km2 (2.29 sq mi)
  - Maior: Davao City, com uma área de 2,433.61 km2 (939.62 sq mi).[48] No entanto, algumas fontes afirmam que Puerto Princesa cobre uma área de mais de 2,500 km2 (970 sq mi),[49] seu valor de área de terra oficialmente reconhecido (de acordo com dados de cálculo de participação do IRA)[50] é 2,381.02 km2 (919.32 sq mi). Ao contrário da crença popular nas Filipinas,[51] Davao City não detém o recorde de ser a maior cidade do mundo em termos de área terrestre.
- Por elevação:
  - Mais baixo: a maioria das cidades filipinas está localizada no nível do mar. No entanto, algumas partes de Navotas, South Caloocan e Malabon estão abaixo do nível do mar e continuam a experimentar afundamento.[52]
  - Mais alto: grande parte de Baguio está situada a mais de 1,300 m (4,300 ft) acima do nível do mar. No entanto, o pico do Monte Apo, a montanha mais alta das Filipinas, faz parte da fronteira da cidade de Davao com o município de Bansalan, Davao del Sur ; a cidade de Digos abrange também uma seção do Parque Natural do Monte Apo.[53]
- Pontos mais extremos:
  - Mais ao norte: Laoag
  - Mais ao sul: General Santos
  - Mais ocidental: Puerto Princesa
  - Mais oriental: Bislig

### Cidades extintas/dissolvidas
- Legazpi City (1948–1954): a cidade de Legazpi foi aprovada em 18 de junho de 1948. De acordo com a Lei da República nº 306, Legazpi tornou-se uma cidade depois que o Presidente das Filipinas proclamou sua cidade.[54] Compreendendo os territórios atuais da cidade de Legazpi e Daraga, a cidade foi dissolvida em 8 de junho de 1954[55] quando Legazpi e Daraga foram transformados em municípios separados. Legazpi acabou se tornando uma cidade independente em 12 de junho de 1959.
- Basilan City (1948–1973): Anteriormente parte da cidade de Zamboanga, até ser transformada em cidade independente em 1948 por meio da Lei da República nº 288.[56] Delimitado apenas ao centro da cidade onde hoje é a cidade de Isabela, com a criação da província de Basilan em 1973 por meio do Decreto Presidencial nº 356 do presidente Ferdinand Marcos.[57] Finalmente extinto e seu território anexado ao município de Isabela em 7 de novembro de 1975 pelo Decreto Presidencial nº 840.[58]
- Rajah Buayan City (1966): De acordo com a Lei da República nº 4413,[59] o então município de General Santos, na então província unificada de Cotabato, seria formalmente convertido em uma cidade com o nome de um governante histórico de Mindanao em janeiro 1, 1966, desde que a maioria dos eleitores qualificados do município votem a favor da cidadania em plebiscito. Em dezembro de 1965, a Comissão de Eleições (COMELEC) proclamou a cidade de Rajah Buayan, com 4.422 votos a favor e 3.066 contra. No entanto, dois residentes da nova cidade contestaram isso, argumentando nos tribunais que o número de pessoas que votaram a favor da cidade não formou uma maioria, visto que havia 15.727 eleitores na cidade. O tribunal emitiu uma liminar em 4 de janeiro de 1966 impedindo os oficiais da cidade de praticar quaisquer atos autorizados por ou de acordo com as disposições do RA 4413. A Suprema Corte manteve essa decisão por unanimidade em 29 de outubro de 1966 e declarou que o foral da cidade não foi aceito pela maioria dos eleitores, tornando RA 4413 nulo e sem efeito.[60] O município de General Santos seria posteriormente transformado em cidade com o mesmo nome em 1968.

#### "League of 16" e batalhas legais
A Suprema Corte das Filipinas, por uma votação altamente dividida de 6-5, em 18 de novembro de 2008, posteriormente confirmada com caráter definitivo em 6 de Maio de 2009, declarou inconstitucionais leis de cidadania convertendo 16 municípios em cidades. O julgamento de 24 páginas da Justiça Antonio T. Carpio, julgou que as seguintes leis da cidade violam secs. 6 e 10, Artigo X da Constituição das Filipinas:
- RA # 9389 (Baybay em Leyte)
- RA # 9390 (Bogo em Cebu)
- RA # 9391 (Catbalogan em Samar)
- RA # 9392 (Tandag em Surigao del Sur)
- RA # 9393 (Lamitan em Basilan)
- RA # 9394 (Borongan em Eastern Samar)
- RA # 9398 (Tayabas em Quezon)
- RA # 9404 (Tabuk em Kalinga)
- RA # 9405 (Bayugan em Agusan del Sur)
- RA # 9407 (Batac em Ilocos Norte)
- RA # 9408 (Mati em Davao Oriental)
- RA # 9409 (Guihulngan em Negros Oriental)
- RA # 9434 (Cabadbaran em Agusan del Norte)
- RA # 9435 (El Salvador em Misamis Oriental)
- RA # 9436 (Carcar em Cebu)
- RA # 9491 (Naga em Cebu)

O Tribunal considerou que as Leis da Cidade anteriores, todas promulgadas após a efetividade do RA 9009 , "isentam explicitamente os municípios respondentes da exigência de aumento de renda de ₱ 20 milhões para ₱ 100 milhões na Seção 450 do Código de Governo Local (LGC), como alterado por RA 9009 . Essa isenção viola claramente a Seção 10 , Artigo X da Constituição e, portanto, é manifestamente inconstitucional. Para ser válida, tal isenção deve estar escrita no Código do Governo Local e não em qualquer outra lei, incluindo as Leis Municipais. "
Porém, mais de um ano depois, em 22 de dezembro de 2009, atendendo ao recurso da chamada Liga das 16 Cidades (grupo informal formado pelas dezesseis unidades de governo local cuja condição de município havia sido revertida), o Supremo Tribunal Federal reverteu sua decisão anterior, uma vez que determinou que "no final do dia, a aprovação da lei de emenda (em relação aos critérios para a cidade conforme estabelecidos pelo Congresso) não é diferente da promulgação de uma lei, ou seja, as leis da cidade especificamente isentando um subdivisão política particular dos critérios mencionados anteriormente. O Congresso, ao promulgar a (s) lei (s) isentora (s), efetivamente diminuiu os indicadores já codificados. " Como tal, o status de cidade das ditas 16 LGUs foi efetivamente restaurado.
Em 24 de agosto de 2010, em resolução de 16 páginas, o Supremo Tribunal Federal restabeleceu sua decisão de 18 de novembro de 2008, derrubando as leis municipais, reduzindo mais uma vez as dezesseis LGUs à condição de municípios regulares.
O desenvolvimento mais recente nas batalhas jurídicas em torno da League of 16 ocorreu em 15 de fevereiro de 2011. Votando por 7 a 6, a Suprema Corte (SC) decidiu que 16 cidades que se tornaram cidades em 2007 podem permanecer como cidades. Esta foi a quarta vez que o SC se pronunciou sobre o caso, e a terceira reversão. Ele disse que a conversão das 16 cidades em cidades atendeu a todos os requisitos legais.

### Cidade rejeitada
- Batangas (1965): A maioria dos votos expressos no então município de Batangas rejeitou a cidadania em um plebiscito realizado no mesmo dia das eleições gerais filipinas de 1965, conforme determinado pela Lei da República nº 4586.[66] A cidade teria sido nomeada Cidade Laurel em homenagem a Jose P. Laurel, o presidente da Segunda República patrocinada pelos japoneses. O município de Batangas seria posteriormente transformado em uma cidade com o mesmo nome em 1969.
- Tarlac (1969): O foral da cidade de Tarlac ( Lei da República No. 5907 ) foi aprovado em 21 de junho de 1969.[67] Cityhood foi rejeitado em um plebiscito realizado em 11 de novembro de 1969 pela maioria dos votos expressos. Tarlac se tornou uma cidade 29 anos depois, em 1998.
- Ilagan (1999): A Lei da República nº 8.474, que converteu Ilagan em cidade-componente de Isabela, foi aprovada em 2 de fevereiro de 1998.[68] No entanto, a maioria dos votos lançados no plebiscito realizado em 14 de março de 1999 rejeitou a cidadania. Ilagan finalmente se tornou uma cidade após a aprovação da maioria dos votos expressos no plebiscito de 11 de agosto de 2012.[69]
- Novaliches (1999): Em 23 de fevereiro de 1998, foi aprovada a polêmica Carta da Cidade de Novaliches (Lei da República nº 8535 ), que buscava criar uma nova cidade a partir dos 15 barangays do norte da cidade de Quezon.[70] Historicamente uma cidade separada, Novaliches foi distribuída entre a cidade de Quezon e o norte de Caloocan em 1948. Em um plebiscito realizado em 23 de outubro de 1999, a maioria dos votos expressos (que incluía todos os eleitores de Quezon City e não apenas os 15 barangays) rejeitou a cidadania de Novaliches.
- Meycauayan (2001): Cityhood foi rejeitado pela maioria dos votos lançados em um plebiscito realizado em 30 de março de 2001 para ratificar a Lei da República No. 9.021.[71] Meycauayan se tornou uma cidade cinco anos depois com a promulgação da Lei da República nº 9356[72] e sua ratificação por meio de um plebiscito em 10 de dezembro de 2006.[73]

### Cidades propostas no 18º Congresso
- Talavera, Nueva Ecija : House Bill No. 194
- Daraga, Albay : House Bill No. 1528
- Balamban, Cebu : House Bill No. 1574
- Alabel, Sarangani : House Bill No. 3494
- Ubay, Bohol : House Bill No. 4854
- Liloan, Cebu : House Bill No. 5031
- Calaca, Batangas : Projeto de lei da Câmara nº 5077 e 6598 (aprovado pela Câmara, pendente no Senado)
- Echague, Isabela : House Bill No. 5970
- Naval, Biliran : House Bill No. 6230
- Bataraza, Palawan : House Bill No. 6278
- La Trinidad, Benguet : House Bill No. 6367
- Polomolok, South Cotabato : House Bill No. 6432
- Baliwag, Bulacan : House Bill No. 7362
- Capas, Tarlac : House Bill No. 7861
- Bayambang, Pangasinan : House Bill No. 8826

### Nomes anteriores
- Cagayan de Oro : O município de Cagayan de Misamis foi convertido na cidade de Cagayan de Oro em 1950 por meio da Lei da República nº 521.[74]
- Lapu-Lapu : O município de Opon foi convertido em uma cidade com o nome de Lapulapu, herói da Batalha de Mactan em 1961 através da Lei da República No. 3134.[75]
- Marawi : Inaugurada como a cidade de Dansalan em 1950, renomeada para Marawi em 16 de junho de 1956 por meio da Lei da República nº 1552.[76]
- Ozamiz : O município de Misamis foi convertido em cidade com o nome de JoséOzámiz, o primeiro governador de Misamis Ocidental, em 1948, por meio da Lei da República nº 321.[77]
- Pasay : Inaugurada como Rizal City em 1947, revertida para Pasay em 7 de junho de 1950 por meio da Lei da República nº 437.[78]
- Roxas : Em 1951, o município de Capiz foi convertido em uma cidade com o nome de Manuel Roxas, o primeiro presidente da Terceira República das Filipinas e natural de cidade, através da Lei da República nº 603.[79]